# Phyllobius fulvago
Phyllobius fulvago — вид долгоносиков-скосарей из подсемейства Entiminae.

## Описание
Жук длиной 5-7 мм. Чешуйки на теле бронзового или медно-красного окраса, продолговато-ланцетовидные. Передние голени на наружном крае более или менее прямые. Усики тонкие и длинные. Брюшко у самцов с глубоким желобообразным вдавлением, которое занимает три последних стернита.

## Экология
Взрослый жук кормятся на дубах (Quercus) и других лиственных деревьях.